# Иллюзия Луны

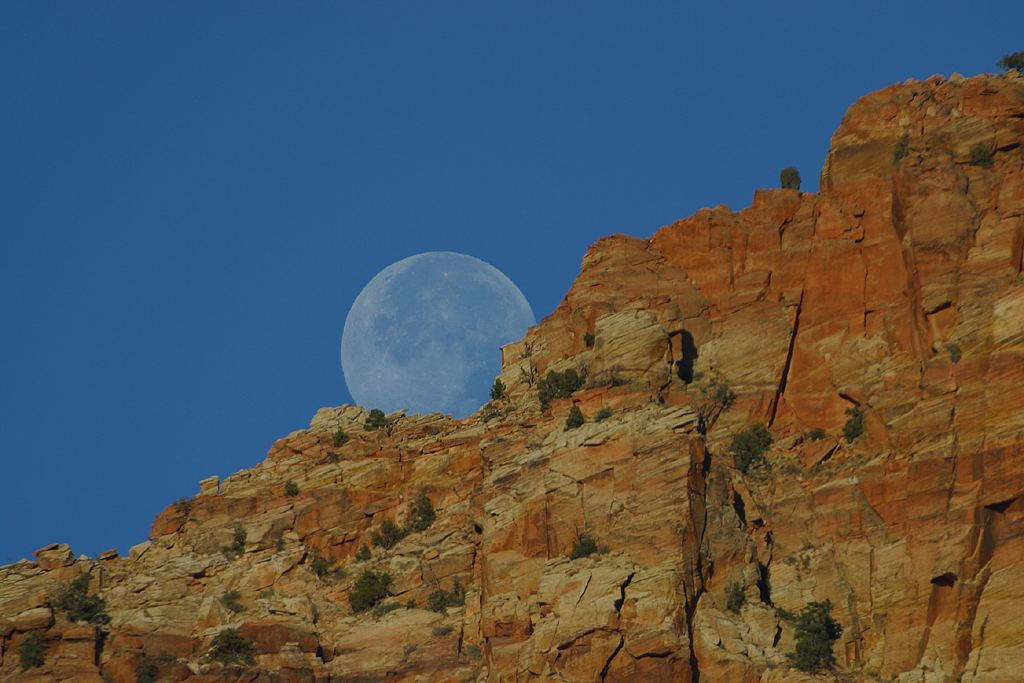
Закат Луны за скалы Сиона

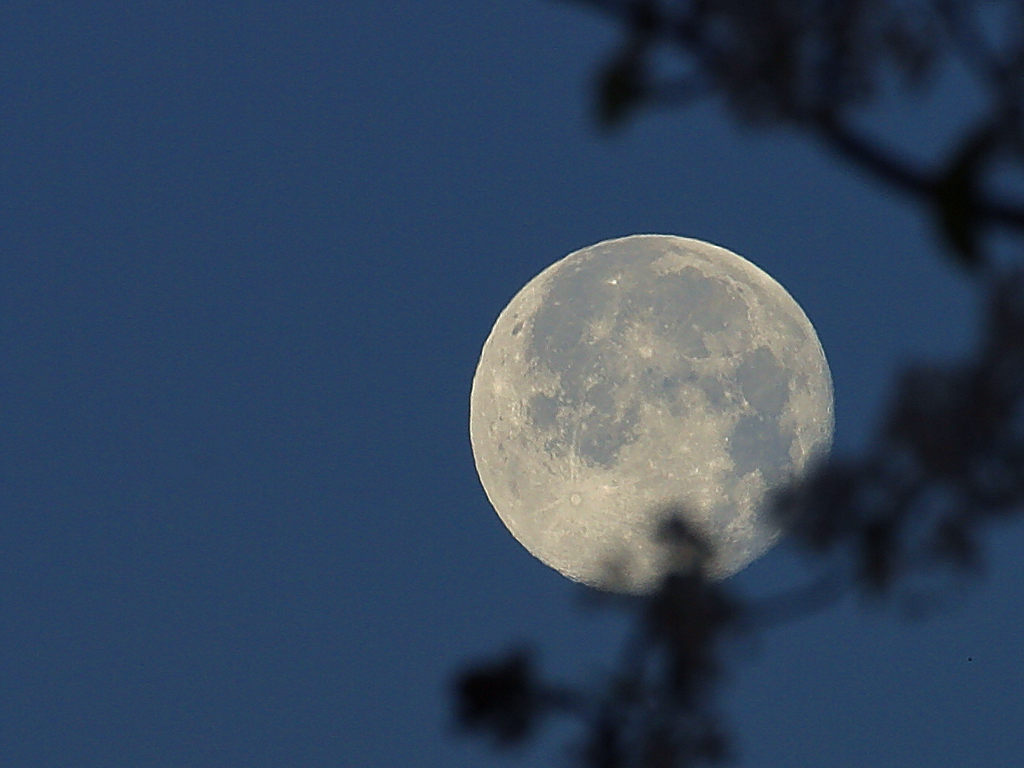
Полная Луна

Иллюзия Луны («лунная иллюзия») — оптическая иллюзия, которая заключается в том, что Луна низко над горизонтом кажется в несколько раз больше, чем когда она находится высоко в небе (около зенита). На самом деле угловой размер Луны практически не зависит от её высоты над горизонтом. Иллюзия возникает и при наблюдениях Солнца и созвездий. Свидетельства о феномене сохранились с древних времён и зафиксированы в различных источниках человеческой культуры (например, в летописях). В настоящее время существует несколько различных теорий, объясняющих эту иллюзию.

## Доказательство иллюзии
Широко распространено заблуждение, бытующее как минимум со времён Аристотеля (IV век до н. э.), заключающееся в том, что больший размер Луны у горизонта объясняется увеличением, создаваемым атмосферой Земли. На самом деле астрономическая рефракция у горизонта, наоборот, немного уменьшает наблюдаемый размер Луны по вертикали и не влияет на размер по горизонтали. В результате лунный диск около горизонта виден приплюснутым.
Есть и ещё фактор, из-за которого угловой размер Луны около горизонта слегка меньше, чем когда она в зените. С перемещением Луны от зенита к горизонту расстояние от неё до наблюдателя возрастает на величину земного радиуса, и её видимый размер уменьшается на 1,7 %.
Кроме того, угловой размер Луны слегка меняется в зависимости от её положения на орбите. Поскольку её орбита заметно вытянута, в перигее (ближайшей к Земле точке орбиты) угловой размер Луны составляет 33,5 угловых минут, а в апогее — на 12 % меньше (29,43 угловых минут). Эти незначительные изменения не связаны с кажущимся многократным увеличением Луны у горизонта: оно представляет собой ошибку восприятия. Измерения с помощью теодолита и фотографии Луны на различной высоте над горизонтом показывают неизменность размера, около половины градуса, а проекция лунного диска на сетчатку невооружённого глаза наблюдателя всегда имеет размер около 0,15 мм.
Самый простой способ продемонстрировать иллюзорность эффекта — это подержать небольшой объект (например, монетку) на вытянутой руке, прикрыв при этом один глаз. Сравнивая размер объекта с большой Луной у горизонта и с маленькой Луной высоко в небе, можно увидеть, что относительный размер не изменяется. Можно также сделать из листа бумаги трубу и смотреть через неё только на Луну, без окружающих объектов — иллюзия исчезнет.

## Возможные объяснения иллюзии

Угол зрения и воспринимаемый размер.

Размер видимого нами объекта может быть определён либо через его угловой размер (угол, который образуют входящие в глаз лучи от краёв объекта) либо через его физический размер (реальный размер, например в метрах). Эти два понятия различаются с точки зрения человеческого восприятия. Например, угловые размеры двух одинаковых объектов, помещённых на расстоянии 5 и 10 метров от наблюдателя, различаются почти в два раза, однако, нам, как правило, не кажется, что ближний объект в два раза больше. И наоборот, если более удалённый объект имеет тот же угловой размер, что и более близкий, мы будем его воспринимать как в два раза больший (закон Эммерта).
На данный момент не достигнуто согласия по вопросу, из-за чего Луна кажется больше у горизонта — из-за большего воспринимаемого углового размера или из-за большего воспринимаемого физического размера, то есть кажется ли она находящейся ближе или увеличившейся в размере.
Вообще, полного объяснения этой особенности человеческого восприятия до сих пор не существует. В 2002 году Хелен Росс и Корнелис Плаг выпустили книгу «Загадка лунной иллюзии», в которой, рассмотрев различные теории, сделали вывод: «Ни одна теория не победила». К тому же решению пришли авторы сборника «Лунная иллюзия», выпущенного в 1989 году под редакцией М. Хершенсона.
Существует много различных теорий, объясняющих иллюзию Луны. Ниже перечислены лишь основные из них.

### Теория о роли конвергенции глаз
В 1940-х годах Боринг (Boring, 1943; Holway & Boring, 1940; Taylor & Boring, 1942) и в 1990-х Судзуки (Suzuki, 1991,1998) предложили объяснение иллюзии Луны, согласно которому, кажущаяся величина Луны зависит от степени конвергенции глаз наблюдателя. То есть иллюзия Луны — это результат усиления импульсов к конвергенции глаз, возникающих у наблюдателя, когда он поднимает взгляд наверх (чтобы посмотреть на Луну в зените), а глаза сами по себе стремятся дивергировать. Из-за того, что конвергенция глаз является одним из признаков близости объекта, наблюдателю кажется, что объект высоко в небе меньше по размеру.
В одном из экспериментов Холуэй и Боринг (Holway & Boring, 1940) просили испытуемых сравнить воспринимаемую ими величину Луны с одним из световых дисков, спроецированных на расположенный рядом с ними экран. В первой серии эксперимента испытуемые сидели на стуле. Наблюдая за Луной, находящейся близ горизонта (на уровне глаз наблюдателя), они выбирали диск, который значительно превосходил по величине тот, который они выбирали, когда наблюдали за Луной, находящейся в зените (подняв глаза под углом 30°). Во второй серии испытуемые наблюдали за Луной, лёжа на столе. Когда они лежали на спине и смотрели на Луну в зените или когда они были вынуждены закидывать голову назад и поднимать глаза вверх, чтобы из положения на спине увидеть Луну на горизонте, результаты были противоположными. Луна близ горизонта казалась им меньше по величине, чем Луна в зените.
Противники данной гипотезы утверждают, что иллюзия увеличенной Луны быстро затухает при увеличении высоты светила над горизонтом, когда необходимость запрокидывать голову и поднимать глаза вверх ещё не возникает. Кроме того иллюзия наблюдается и при взгляде одним глазом, когда конвергенция невозможна.

### Теория кажущейся удалённости

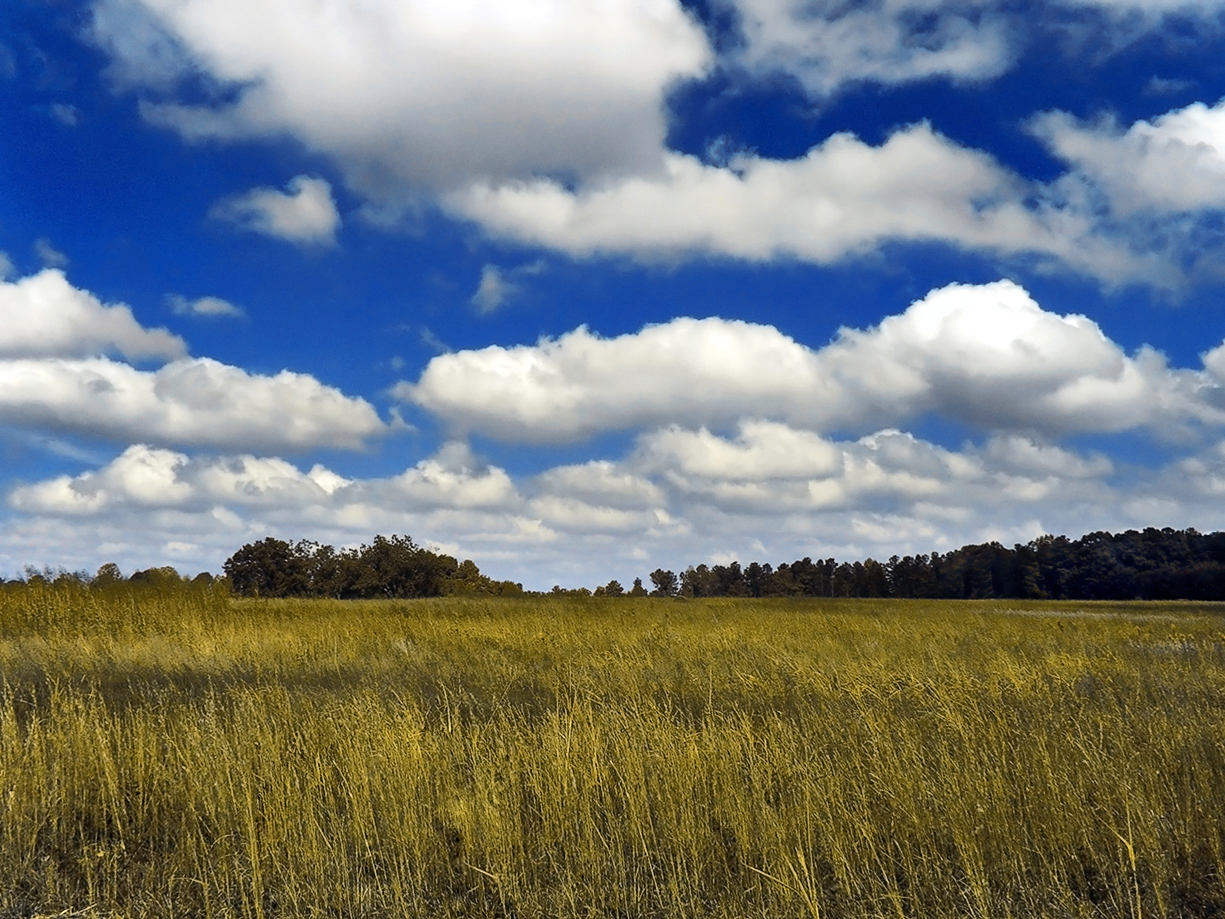
Облака у горизонта находятся дальше от наблюдателя, а те, что над ним — ближе. Из-за этого создаётся впечатление плоского, немного изогнутого неба.

Теория кажущейся удалённости впервые была описана у Клеомеда примерно в 200 г. н. э. Теория предполагает, что Луна у горизонта выглядит больше Луны в небе из-за того, что она кажется дальше. Мозг человека видит небо не как полусферу, чем оно на самом деле является, а как сплюснутый купол. Наблюдая за облаками, птицами и самолётами, человек видит, что они уменьшаются при приближении к горизонту. В отличие от земных объектов, Луна, находясь вблизи горизонта, имеет примерно такой же видимый угловой диаметр, как и в зените, но человеческий мозг пытается компенсировать перспективные искажения и предполагает, что диск Луны должен быть физически больше.
Эксперименты, проведённые в 1962 году Кауфманом и Роком (Kaufman & Rock), показали, что существенным фактором при создании иллюзии являются наглядные ориентиры (см. иллюзия Понцо). Луна у горизонта оказывается в конце последовательности объектов ландшафта, деревьев и зданий, что говорит мозгу о её большой удалённости. При удалении ориентиров из поля зрения, выглядящая крупной Луна становится меньше.
Противники данной теории указывают на наличие иллюзии даже при наблюдении светила через темный светофильтр, когда окружающие его объекты неразличимы.

### Теория относительного размера

Иллюзия Эббингауза

По теории относительного размера воспринимаемый размер зависит не только от размера на сетчатке, но и от размеров остальных объектов в поле зрения, которые мы наблюдаем одновременно. При наблюдении Луны близко к горизонту мы видим не только Луну, но и другие объекты, на фоне которых спутник Земли кажется больше, чем есть на самом деле. Когда же Луна находится в небе, бескрайние просторы неба заставляют её выглядеть меньше.
Данный эффект был продемонстрирован психологом Германом Эббингаузом. Круг, окружённый маленькими кругами, представляет собой Луну у горизонта и окружающие её маленькие объекты (деревья, столбы и т. п.), а круг, окружённый более крупными объектами, представляет собой Луну в небе. При том, что оба центральных круга имеют одинаковый размер, многим людям кажется, что правый круг на картинке больше. Этот эффект может проверить каждый, вынеся из комнаты во двор какой-нибудь крупный предмет (например, стол). На открытом пространстве он будет выглядеть явно меньше, чем в помещении.
Противники данной теории указывают на то, что пилоты самолётов тоже наблюдают данную иллюзию, хотя в их поле зрения наземных объектов нет.

### Теория картографического восприятия
Согласно данной теории лунная иллюзия может возникать из-за того, что человеческий мозг воспринимает небесную сферу не как трёхмерный объект, а как его проекцию на плоскость. Так как астрономические наблюдения чаще всего проводятся в вертикальном положении, то эта плоскость — поверхность цилиндра с основанием, стоящим на линии горизонта (его ось проходит через наблюдателя и зенит). Интуитивно ожидается, что чем выше над горизонтом расположен объект, тем больше должна быть его проекция на поверхность воображаемого цилиндра (как это происходит с Гренландией в проекции Меркатора). Однако в случае с Луной её угловой размер не меняется, поэтому мозг трактует это как уменьшение наблюдаемого размера Луны при удалении от линии горизонта. В качестве подтверждения данной теории можно использовать известный приём для преодоления лунной иллюзии — посмотреть на Луну у горизонта через ноги вниз головой. Ещё один способ проверить теорию картографического восприятия — наблюдать за Луной, лёжа на земле. Но при этом важно, чтобы Луна у горизонта находилась за теменем наблюдателя, иначе при повороте головы небесные тела снова начнут проецироваться на поверхность цилиндра.

## Количественное сопоставление различных теорий по данным экспериментов
Специально поставленные эксперименты позволили количественно сравнить влияние различных факторов, предлагавшихся для объяснения иллюзии. В частности, подъём головы наблюдателя (теория о роли конвергенции глаз) влияет на изменение размера, но очень слабо (кажущееся изменение размера — 1,04 раза), изменение цвета или яркости лунного диска практически не влияет на видимый размер, а наличие линии горизонта или её оптической модели (теории кажущейся удалённости и относительного размера) приводит к кажущемуся изменению размеров диска в 1,3 — 1,6 раз, причём точная величина изменения зависит от особенностей ландшафта.